# Assemblée provinciale
Pour les articles homonymes, voir assemblée provinciale (homonymie).
Les assemblées provinciales sont des institutions créées à la fin de l'Ancien Régime. Ces assemblées consultatives, dotées de prérogatives financières et administratives qui relevaient jusqu’alors des intendants, sont établies dans les pays d'élection à l’échelle des généralités ayant pour but d’associer les notables aux administrations locales. Elles sont distinctes des États provinciaux mais se veulent leur équivalent dans les pays d'élection, bien que leur composition soit différente.

## Histoire
En 1715, il existait déjà treize académies.
Depuis longtemps s'était engagée une réflexion sur la diminution des pouvoirs de l’intendant, jugés trop pesants, et une extension du régime des pays d'états, dotés d’une relative autonomie financière sur le plan local, aux pays d'élection. Parmi les premières tentatives, on voit la création des États provinciaux d’Aquitaine par Laverdy en 1768.

### Les «municipalités» de Turgot
En 1775, Turgot fit rédiger par Dupont de Nemours, dans l'intention de le présenter plus tard au roi, un Mémoire sur les municipalités dans lequel il propose un système d'élection de municipalités qui pourraient faire entendre les vœux de tous, créant ainsi un système de représentation à l'échelle de la nation. Dans ce système, les propriétaires seuls doivent former l’électorat, et aucune distinction n’était faite entre les trois ordres. Chaque paroisse devait avoir une assemblée élective, à laquelle seraient électeurs et éligibles tous les propriétaires fonciers ayant 600 livres de revenu (avec un nombre de voix proportionnel au revenu). Les délégués des paroisses devaient former une municipalité de district, puis des municipalités provinciales, enfin une municipalité générale. Ces diverses assemblées seraient chargées de répartir l'impôt entre les propriétaires, paroisses, districts et provinces, d'entretenir les chemins et œuvres d'intérêt paroissial, commun, provincial ou national. Ce n'étaient pas des assemblées d'États : pas d'ordres, pas de droits politiques, mais une large décentralisation administrative, le contribuable associé à l'emploi de l'impôt, le gouvernement mieux renseigné et mieux obéi.
La chute de Turgot en 1776 laissera ce plan à l’idée de simple projet.

### Les assemblées expérimentales de Necker
En octobre 1776 Louis XVI fait appel à Necker. Afin de limiter le pouvoir extra-judiciaire des parlements, tout comme celui des intendants, Necker reprend l’idée d’assemblées provinciales : il expose leur principe dans son Mémoire au Roi sur l’établissement des administrations provinciales (1776). Ces assemblées, à la différence de celles que Turgot avait imaginées, reposent sur la distinction des trois ordres. Elles ont compétence pour répartir et lever les impôts, diriger la construction des routes et faire au Roi des représentations en vue du bien de la province. Quatre sont établies, dont les deux premières commencent aussitôt à fonctionner :
- l’assemblée provinciale du Berry (siège à Bourges), créée en 1778[3] ;
- l’assemblée provinciale de la Haute-Guyenne (siège à Villefranche-de-Rouergue), créée en 1779[4] ;
- l’assemblée provinciale du Dauphiné (siège à Grenoble) en 1779 ;
- l’assemblée provinciale du Bourbonnais (siège à Moulins), créée en 1781.

Ces deux dernières ne purent se constituer et ne siégèrent jamais. En effet, cette création provoque le courroux des Parlements : ainsi, en avril 1781, le Parlement de Paris refuse d’enregistrer la création de l’assemblée du Bourbonnais.

### Le projet de réforme de Calonne
En 1783, Louis XVI appelle Charles Alexandre de Calonne pour remplacer Necker. À la suite de l’échec de son plan de relance, Calonne doit se résoudre au même plan de réformes que ses prédécesseurs, en particulier celle d’établir des assemblées provinciales qui répartiraient l’impôt (la subvention territoriale). Comme dans le plan de Turgot, Calonne prévoyait une pyramide d'assemblées locales (assemblées paroissiales et municipales, assemblées de districts) élues par les contribuables, sans maintenir la distinction des trois ordres.
À cet effet, il adresse à Louis XVI le 20 août 1786 un Précis d’un plan d’amélioration des finances, dont l’un des principaux rédacteurs du projet est d’ailleurs Dupont de Nemours, resté au service du contrôle général après le renvoi de Turgot.

### La généralisation du système par Brienne
Le 1er mai 1787, Loménie de Brienne remplace Calonne. Il reprend les réformes préparées par son prédécesseur.
Le 26 juin 1787 parait l’édit instituant des assemblées provinciales et des municipalités élues dans les pays d'élection, qui n’avait pas d’États provinciaux pour voter les impositions.
Les principes retenus sont :
- le maintien de la distinction par ordre ;
- le doublement du Tiers-État ;
- le vote par tête ;
- le suffrage censitaire prévu mécontentant les privilégiés[Lesquels ?].

Au cours de l’été, Loménie de Brienne se heurte à l'opposition des parlements de Bordeaux, Rouen et Besançon qui jugent inconstitutionnelles ces assemblées et qui demandent la convocation des états généraux. Ces parlements sont soutenus par la population. Cependant, 19 généralités vont instaurer des assemblées provinciales en 1787.
Ces assemblées n'eurent qu'une session à la fin de 1787, car la session de 1788 fut ajournée le 15 octobre 1788 en raison de la convocation aux États généraux. Dès le début, l'organisation territoriale fut au cœur des travaux de l'Assemblée nationale : on envisagea le remplacement des assemblées provinciales par des états provinciaux composés de députés librement élus (déclaration du 23 juin 1789), avant de les supprimer définitivement par le décret de l'Assemblée nationale en 1789 du 22 décembre 1789, qui fixa le principe d'une division uniforme du royaume.
En 1789, il en existait trente-et-une académies.
Selon Jean-Clément Martin, au moins « deux cent dix-sept députés des futurs états généraux ont siégé dans ces assemblées » et celles-ci ont « participé à l'éducation politique des Français ».

## Fonctionnement et attributions
Il y avait trois niveaux d'assemblées : au niveau de la paroisse, de l'élection et de la province. Ces assemblées devaient être élémentaires les unes des autres (c'est-à-dire que les membres des assemblées d'élection devaient être choisis parmi ceux des assemblées de paroisse, etc.).
Le roi nommait un certain nombre de membres de l'assemblée provinciale, qui eux-mêmes devaient désigner les autres membres pour former l'assemblée au complet. Les membres étaient distingués par ordre, le nombre des membres du tiers état ne pouvant excéder ceux du clergé et de la noblesse réunis, et la présidence devait revenir à un membre du clergé ou de la noblesse. Le vote se faisait par tête, avec doublement des voix du tiers état.
Entre les sessions, les pouvoirs étaient exercés par une commission permanente appelée « bureau d'administration » ou « commission intermédiaire ».
Ces assemblées se chargèrent de la répartition et la levée des impôts, mais aussi des travaux publics (routes et canaux) ou de la politique économique et sociale (soutien aux manufactures, traitement de la mendicité, ateliers de charité, secours de bienfaisance, formation d'écoles de dessin, de chirurgie, d'obstétrique…).
Les académies décernent des prix fondés soit par des mécènes, soit par les états de la provinces.

## Liste des assemblées provinciales
| Généralité                             | Assemblée provinciale                                                              |
| -------------------------------------- | ---------------------------------------------------------------------------------- |
| Généralité de Strasbourg               | Assemblée provinciale d'Alsace, siégeant à Strasbourg                              |
| Généralité de Tours (en partie)        | Assemblée provinciale d'Anjou, siégeant à Angers                                   |
| Généralité de Riom                     | Assemblée provinciale d'Auvergne, siégeant à Clermont-Ferrand                      |
| Généralité de Bourges                  | Assemblée provinciale du Berry, siégeant à Bourges                                 |
| Généralité de Châlons                  | Assemblée provinciale de Champagne, siégeant à Châlons                             |
| Généralité de Grenoble                 | Assemblée provinciale du Dauphiné, siégeant à Grenoble                             |
| Généralité de Montauban                | Assemblée provinciale de Haute-Guyenne, siégeant à Villefranche-de-Rouergue        |
| Généralité d'Auch                      | Assemblée provinciale de la généralité d'Auch, siégeant à Auch                     |
| Généralité de Valenciennes (en partie) | Assemblée provisoire de la province du Hainaut                                     |
| Généralité de Paris                    | Assemblée provinciale de l'Île-de-France, siégeant à Melun                         |
| Généralité de Lyon                     | Assemblée provinciale de la généralité de Lyon, siégeant à Lyon                    |
| Généralité de Nancy                    | Assemblée provinciale de Lorraine et Barrois, siégeant à Nancy                     |
| Généralité de Rouen                    | Assemblée provinciale de Haute-Normandie, siégeant à Rouen                         |
| Généralité d'Alençon                   | Assemblée provinciale de Moyenne-Normandie et du Perche, siégeant à Lisieux        |
| Généralité de Caen                     | Assemblée provinciale de Basse-Normandie, siégeant à Caen                          |
| Généralité d'Orléans                   | Assemblée provinciale de l'Orléanais, siégeant à Orléans                           |
| Généralité d'Amiens                    | Assemblée provinciale de Picardie, siégeant à Amiens                               |
| Généralité de Poitiers                 | Assemblée provinciale du Poitou, siégeant à Poitiers                               |
| Généralité de Perpignan                | Assemblée provinciale du Roussillon, siégeant à Perpignan                          |
| Généralité de Soissons                 | Assemblée provinciale du Soissonnais, siégeant à Soissons                          |
| Généralité de Tours                    | Assemblée générale des trois provinces de la généralité de Tours, siégeant à Tours |
| Généralité de Metz                     | Assemblée provinciale des Trois-Évêchés et du Clermontois, siégeant à Metz         |

## L'analyse de Tocqueville
Dans L'Ancien Régime et la Révolution, Tocqueville consacre un chapitre entier aux assemblées provinciales. Il veut montrer, d’une part, que cette réforme aurait moins apaisé un peuple revendicatif qu’elle n’aurait précipité la Révolution ; d’autre part, qu'elle s’inscrirait dans un processus que la Révolution n’aurait que parachevé : « Rien n’avait encore été changé à la forme du gouvernement que déjà la plupart des lois secondaires qui règlent la condition des personnes et l’administration des affaires étaient abolies ou modifiées. »
À partir de 1787, les assemblées provinciales sont à l’origine de plusieurs désordres. L’octroi de charges administratives aux assemblées se fait aux dépens de l’intendant. Si ce dernier ne disparaît pas, sa tâche se borne à présent à surveiller l’assemblée : cette coexistence soudaine entre un intendant presque entièrement déchu et une assemblée désormais toute puissante génère de vives tensions, à un point tel que la vie publique se trouve ralentie, voire suspendue.
Tocqueville affirme que cette réforme administrative radicale aurait non seulement affecté les affaires publiques, mais également la vie privée des citoyens. C’est dans les villages que cela se fait particulièrement sentir : « là, [la réforme] ne changea pas seulement l’ordre des pouvoirs, elle changea tout à coup la position relative des hommes et mit en présence et en conflit toutes les classes. » La difficulté est de faire entendre une assemblée composée de particuliers qui ne paient pas les mêmes impôts, et qui, en conséquence, se trouvent profondément distants les uns les autres.
Le tiers état étant chargé d’élire ses représentants, les assemblées municipales excluent souvent la noblesse ou le clergé du corps municipal. Quand ils s’y présentent, le seigneur ou le curé n’exercent pas d’autorité sur leurs sujets : ce sont ces derniers qui gagnent peu à peu de plus en plus de pouvoir. Devant l’influence montante des assemblées, les classes riches tentent de se rapprocher du peuple, sans grand succès. Le peuple s’isole, se défend, et gagne en autorité.
Toutes ces perturbations amènent Tocqueville à parler, à propos de la réforme des assemblées, d’une « première révolution ». Le visage profondément altéré des structures administratives dans l'Ancien régime avait préparé de façon admirable le terrain pour la Révolution politique de 1789. C’est en ce sens, croit Tocqueville, que cette dernière est moins une rupture que l’aboutissement d’un processus depuis longtemps amorcé.